# Kanton Plouha
Kanton Plouha (fr. Canton de Plouha) je francouzský kanton v departementu Côtes-d'Armor v regionu Bretaň. Tvoří ho pět obcí.

## Obce kantonu
- Lanleff
- Lanloup
- Pléhédel
- Plouha
- Pludual